# 윈드 컨트롤러
윈드 컨트롤러(Wind Controller)는 윈드 신시사이저(일본명칭), 전자 색소폰, 전자 플룻 등으로 불리는 전자악기를 일컫는 말이며, 광범위하게 전자 관악기로 정의할 수 있다. 윈드 컨트롤러는 관악기와 유사한 연주법으로 연주를 하면 신시사이저를 통해 소리를 낸다.

## 개요
관악기에 근거한 윈드 컨트롤러는 외부에 장착된 호흡센서, 핑거링 센서, 슬라이드 센서 등 여러 센서의 신호를 입력받아 MIDI, USB 등의 신호로 변환하고, 이 변환된 신호를 내장 신시사이저 또는 외부 음원모듈, 시퀀서, 컴퓨터와 같은 장비에게 전송하여 소리를 만든다. 대한민국에는 퓨전재즈 밴드인 T-Square의 관악기 연주자가 내한공연 때 EWI를 사용하여 인지되기 시작했다.
복사기를 제록스라고 부르는 것과 같이 윈드 컨트롤러 또한 초기의 제품명인 리리콘(Lyricon), Electronic/Electric Wind Instrument(EWI)라고 부르는 사람도 있다.

## 분류
윈드 컨트롤러는 크게 목관악기형과 금관악기형으로 구분한다. 물론 그 어느쪽에도 속하지 않는 독특한 형태의 윈드 컨트롤러도 존재한다.

## 기본 구조
목관악기형과 금관악기형 모두 기본적인 구조는 동일하다. 윈드 컨트롤러는 주로 다음과 같은 4부분으로 구성된다.
- 마우스피스
- 연주를 위한 키 또는 슬라이드
- 미디, USB 또는 다른 신호로 변환을 해주는 인터페이스
- 음원 (ewi4000s에는 음원이 내장되어있다)

마우스피스 부분에 가장 핵심인 호흡 센서가 위치하며 호흡의 강약에 따른 압력의 차이를 감지한다. 노트 온/오프와 함께  미디의 애프터터치/익스프레션/볼륨신호의 원천이 되는 신호를 감지하기도 한다.
마우스피스는 목관악기 계통의 리드형 또는 리코더형, 금관악기 계통의 컵형, 그 어느 쪽에도 속하지 않는 형태로 여러가지이다. 마우스피스에는 호흡센서와 함께 별도의 압력 센서가 있어서 입술이 가하는 압력 또는 입으로 깨무는 압력 등을 감지하여 신호를 발생하며, 이 신호는 주로 피치벤드 미디 신호로 변환된다.
아먀하의 EZ-TP는 호흡센서와 압력센서가 아닌 마이크로 음성신호를 감지한 후 미디 신호로 변환하는 방식을 취한다.
키는 당연히 음의 높이를 결정하기 위해서 있다. 목관악기형의 경우 대부분 Boehm 핑거링 시스템에 기초한 키 구성을 가지고 있다. 따라서 이 시스템에 기초하여 제작된 리코더, 플룻, 클라리넷과 같은 악기를 연주하던 사람이면 쉽게 적응할 수 있다. 금관악기형은 트럼펫의 핑거링을 간략화하여 구성한 경우가 대부분이다.
인터페이스는 각종 센서에서 발생하는 원시 신호를 MIDI, USB등의 신호로 변환하기 위하여 장착된다. 대부분 표준 신호로 입출력을 하지만 표준이 아닌 독자적인 방식의 신호를 주고받는 악기도 존재한다. 현재 유통중인 제품은 대부분 미디 신호를 출력하며, 외부 음원 또는 컴퓨터와 연결되어 소리를 낼 수 있다.
음원은 그 동안 윈드 컨트롤러의 작은 몸체에 내장하는 데 많은 비용이 들기 때문에 대부분 외장형으로 존재하나 Synthophone과 EWI4000s 같은 경우는 본체에 음원을 내장하고 있다.
몇몇 윈드 컨트롤러는 본체에 음원과 함께 작은 스피커가 장착되어 별도의 앰프가 필요없이 연주가 가능하다. 대표적으로 카시오의 디지털 호른과 야마하의 EZ-TP가 있다.

## 윈드 컨트롤러의 특징
윈드 컨트롤러는 신시사이저에서 관악기 소리를 연주하는 데 최적의 장비이다. 관악기의 특성을 그 어떤 다른 컨트롤러보다 확실하게 반영하기 때문이다.
보통 미디신호를 출력하기 때문에 미디 신호를 수신할 수 있는 모든 장비에 접속할 수 있다. 신시사이저, 키보드, 외장음원, 미디 조명 시스템 등 여러 곳에 접속할 수 있는 것이다. 당연히 관악기 소리뿐만이 아닌 기타, 피아노, 심지어는 타악기 또는 닭이 우는 소리도 관악기 주법으로 연주하여 낼 수 있다. 단음으로 연주하는 현악기인 바이올린, 비올라, 첼로등의 소리를 낼 때도 매우 자연스럽다고 알려져있다.
윈드 컨트롤러는 기본적으로 현존하는 어쿠스틱 관악기와 유사한 연주법을 가지고 있기 때문에 전자음악에 관심이 있는 관악기 연주자에게 매우 적합하다. 또한 윈드 컨트롤러는 질병 또는 장애로 인하여 강한 호흡을 할 수 없는 사람들이 관악기를 연주하고자 할 때 사용할 수 있다.
미디 윈드 컨트롤러는 연주시에 미디 키보드 컨트롤러로 만들 수 없는 엄청난 양과 다양한 범위의 신호(Breath Control, Portament, Sostenuto 등)을 실시간으로 만들 수 있다. 따라서 미디 키보드로 연주하는 것에 비해 보다 섬세하고 폭넓고 자연스러운 표현을 할 수 있다.
윈드 컨트롤러는 대부분 음원을 가지고 있지 않다. 따라서 별도의 외장 음원이 없다면 신시사이저, 외장 음원모듈, VST Instrument등을 따로 구입해야 한다.

## 윈드 컨트롤러 연주자
다음은 윈드 컨트롤러를 음반제작, 공연에 사용하는 프로 연주자들 중의 일부이다.
- 혼다 마사토 - 티스퀘어
- 이토 다케시 - 티스퀘어
- 마이콜 브레커
- Tom Scott
- Jeff Kashiwa - The Rippingtons

## 주요 윈드 컨트롤러
- 세계 최초 윈드 컨트롤러인 Lyricon (단종)
- Nyle Steiner의 Steinerphone(단종), Steiner MIDI EVI (2010년 현재 주문 가능)
- Akai Professional의 EVI1000 / EWI1000 / EWI2000 / EWI3000 (단종) / EWI4000s (음원 내장, 2010년 현재 대한민국에서 판매중) / EWI USB (VSTi/AU 번들, 2010년 현재 대한민국에서 판매중)
- Yamaha의 WX7 / WX11 / EW20 (단종) / WX5 (2010년 현재 대한민국에서 판매중)
- Softwind의 Synthophone (2010년 현재 판매중, 음원내장)
- Morrison Digital Trumpet(MDT) (2010년 현재 판매중)
- Casio의 Digital Horn DH 시리즈 (단종)